# ОШ Петар Тасић Лесковац
ОШ „Петар Тасић” у Лесковцу, једна је од установа основног образовања на територији града Лесковца.
Школа носи име по Петру Тасићу Мусићу, учитељу, социјалисти и борцу за права радника.